# Rudy Lanssens
Rudy Lanssens (Hasselt, 19 februari 1962) is een Vlaamse sportjournalist en sinds 2021 ook dartscommentator. Daarvoor was hij actief in het voetbal, het wielrennen en allerhande Olympische Sporten. Naast zijn werk als journalist is Rudy Lanssens ook gastprofessor aan de Erasmushogeschool & VUB Master in de journalistiek.

## Carrière
In 1985 studeerde hij af aan de KU Leuven als licentiaat in de Germaanse filologie.
Hij begon zijn carrière in 1986 als weekendmedewerker bij Het Nieuwsblad/Sportwereld. Later schreef hij voor Voetbalmagazine en Humo en werkte hij bij reclamebureaus, tot hij in 1990 aan de slag ging als zelfstandig medewerker bij de sportredactie van VTM. Kort na de verhuis van VTM van de Luchthavenlaan naar de Medialaan in Vilvoorde kreeg Lanssens in januari 1995 een vast contract bij de VTM sportredactie.
Van 1995 tot en met 2002 was hij sportanker in VTM Nieuws. Hij presenteerde ook (mee) de programma's Goal en Stadion. Als live-gezicht coverde hij Tafeltennis, Judo, Tennis, Wielrennen, Voetbal en Darts. Hij was reporter tijdens 5 Olympische Spelen (Atlanta 1996, Athene 2004, Peking 2008, Londen 2012 en Rio 2016), het WK Voetbal in Brazilië (2014) en talloze Grand Slam Tornooien in het tennis. Sinds 2021 is hij ook commentator bij het darten. 
Lanssens staat bekend voor z'n spitsvondige, taalvaardige, eigenzinnige teksten in z'n verslaggeving voor VTM Nieuws.

## Privé
Rudy Lanssens is ongehuwd en vader van 2 zonen.